# Магірица
Магірица (грец. μαγειρίτσα) — традиційний великодній суп у Греції, який їдять увечері Великої Суботи, перша страва, яка містить м'ясо після Великого посту.
Як у будь-якої старовинної страви, магірица має багато різновидів. Зазвичай її варять у великому казані з баранини. Основні інгредієнти — баранина (втім грецькі господині часто використовують субпродукти: баранячі легені, серце, печінку, нирки), рис, яйця. Серед прянощів часто використовуються зелена цибуля, кріп, додається й сік лимону. Іноді готова магірица прикрашається червоним солодким перцем.